# Je su chin
Je su chin  (Black Imps), Black Imps, ili Je su chin, rasa su čarobnih malih ljudi iz Achumawi folklora. Crni vražićki sagradili su si dom na obroncima svete planine Shasta i koriste svoju magiju za kažnjavanje ljudi koji ne poštuju planinu ili krše tabue. Onii mogu natjerati uljeze da postanu beznadno izgubljeni ili ih čak izluditi.